# スターライズ
株式会社スターライズジャパンホールディングスリミテッド（英名Starise）は、東京都品川区に本社を置き、栄養補助食品、化粧品、医薬部外品を製造し、連鎖販売取引（マルチ商法）および通信販売により販売している企業。

## 企業概略
2005年5月に設立。

## 主な取扱い品目
栄養補助食品、化粧品、医薬部外品、および家庭日用品の製造・販売を行っている。
プロトンストラクチャードウォーターといわれる水を原材料とした化粧品として「アクアステラ」、栄養補助食品として「パワース」、ボディケアの製品として「マエスティーナ」、ハウスケアの製品として「ライフベストプロダクツ」である。

## 主なラインナップ

### パワース
- ノニフォルテ プラス
- ＭＧパワース
- ルテイン・パワース

### アクアステラ
- クレンジングオイル
- フェイシャルウォッシュ
- クリアソープ
- ソリューション
- マトリクスジェル
- モイスチャークリーム
- ティントファンデーション

### マエスティーナ
- シャンプー
- コンディショナー
- ボディソープ
- シャンプー ミニボトル
- コンディショナー ミニボトル
- ボディソープ ミニボトル

### ライフベストプロダクツ
- デンティア デンタルジェル
- 天然岩塩 入浴用 スパストーン
- 多用途洗剤 オールインワン プラス

### ビライフウォーター
- ビライフウォーター

## 販売形態
同社の販売形態は、特定商取引法に定義される連鎖販売取引である。
報酬プランはバイナリーが基本となるが、レッグの本数を追加可能なマルチライン（ハイブリッド）の「ハイパーフォー報酬プラン」システムを採用。

商品の購入に際してアソシエイトと呼ばれるビジネス会員登録が必要である。

登録には紹介者がいないと出来ない。ビジネス会員は同社から直接商品を購入する。

会員登録と自らの製品購入を条件（毎月一定以上のポイントが必要）として報酬を得る権利を有する。
また、プロトン倶楽部という会員登録を行えば、通販価格で製品を購入できる。

## 沿革
- 2005年

5月 - 株式会社スターライズ設立

7月 - 環境保全多用途洗剤「オールインワン」発売開始

8月 - インターネットにおける画期的な自動リクルートシステム「パワーシステム」スタート

10月 - パワードリンク「ノニプロトン」発売、松浦副社長による全国「ノニ」キャラバン開催

- 2006年

1月 - 月刊『ネットワークビジネス』誌に前代未聞のカラー4ページ連続広告掲載

3月 - 東京・六本木泉ガーデンプレイスにて、グランドオープンコンベンション『貴方が輝くために』開催

3月 - 「スコルヂニンX6000」発売開始

5月 - 北九州・小倉リーガルロイヤルホテルにて、会社設立1周年記念コンベンション「もう一度夢をみよう」開催

8月 - 新大阪ワシントンホテルにて、エリアコンベンション「僕らは、一人じゃない」開催

11月 - 瀬之口直仁氏が5人目の役員、ゼネラルマネージャーに就任　全国役員ツアー開催

11月 - 「プロトポリン・シャンプー」「プロトポリン・コンディショナー」発売開始

12月 - 品川トライベッカにて、クリスマスライブパーティーを開催　プロミュージシャン多数参加

- 2007年

1月 - プロトンと新界面活性剤APGを配合した「オールインワン プラス」発売開始

2月 - 「熊本メンバーズサロン」がオープン　メンバーによる初の地方拠点となる

2月 - 会員1万人突破

3月 - パシフィコ横浜にて、グランドオープン1周年記念コンベンション「信じることだけが力になる」を開催　アフターは船上パーティー

3月 - 「デンタルジェル」「フェイシャルウォッシュ」「スキンカバー」発売開始

4月 - スターライズ香港事務所設立・プレオープンスタート　初の海外拠点となる

5月 - スターライズUSA設立　本格的オープンに向け、テストマーケティング開始

6月 - インドネシア・バリ島に、日本の民間企業として初の植林を二千本行う　スターライズの森「ライジングフォレスト」と命名

6月 - オートシップ継続者にシールを配布するオートシップ祭りをキャンペーンとして開始　好評を博す

7月 - 全国各地におけるメンバー主催ラリー開始　公認スピーカー制度を開始

8月 - 訪問販売増収率ランキングで、387.2％で日本一に輝く

9月 - 外務省が後援する「ブラジルフェスティバルに協賛し、ブース参加

9月 - プロバスケットチーム「ライジング福岡」のチームスポンサーとなる

10月 - 福岡国際会議場にて、初のワールドコンベンション「明日を目指す全ての人へ」を開催

10月 - 「スピルビーソープ」「ボディーソープ」「ノニプロトンEX100」プロトポリン・スペシャルシリーズ第一弾「ナノクリーム」発売開始

10月 - 大阪ギャラリーオープン　初の会社直轄の拠点となる

12月 - 香港キックオフコンベンションをエクセルシオールホテルにて開催　125名が参加

12月 - 第2回熊本ラリーをグランメッセ熊本で開催　700人を超える動員を達成

- 2008年

1月 - 沖縄ギャラリーオープン　全国各地にギャラリーを配置する国内営業戦略を推し進める

1月 - 「いつでもプロトンキット」限定発売開始

1月 - 会員数二万人突破

2月 - 全国各地におけるメンバー主催ラリー開始

3月 - 台湾プレマーケティング開始　台湾法人設立と認可に着手　2008年中の台湾オープンを目指す

- 2015年

5月 - 社名をスターライズから「スターライズジャパン ホールディングスリミテッド」に変更

## 米アリックスへの売却関連
2012年、同社は米国ネットワークビジネス企業アリックス(本社ユタ州)との経営統合を目指していたが交渉が決裂した。買収金額が折り合わなかったことなどが要因。同時に4月23日、矢板宏一社長兼CEOら取締役4人を解任した。創業者である関和則が代表取締役会長兼CEOに復帰し、代表取締役社長兼COOに同じくネットワークビジネス企業のゼネシス副社長などを歴任した阿部博之が就任する人事を発表した。